# پایگاه هوایی نیروی دریایی لمور
پایگاه هوایی لمور (به انگلیسی: Naval Air Station Lemoore) (به زبان بومی: Reeves Field) یک فرودگاه با کد یاتا NLC است که یک باند فرود بتن دارد و طول باند آن ۴۱۱۵ متر است. این فرودگاه در شهر شهرستان فرسنو کشور ایالات متحده آمریکا قرار دارد و در ارتفاع ۷۱٫۳ متری از سطح دریا واقع شده‌است.